# Sergačskij rajon
Il Sergačskij raion (in russo Сергачский район?) è un rajon dell'Oblast' di Nižnij Novgorod, nella Russia europea; il capoluogo è Sergač.